# Mauritius-Olivbrillenvogel
Der Mauritius-Olivbrillenvogel (Zosterops chloronothos), früher Mauritius-Brillenvogel, ist ein sehr seltener Sperlingsvogel aus der Familie der Brillenvögel (Zosteropidae). Er ist endemisch auf der Insel Mauritius. Diese Art wurde 1817 vom französischen Ornithologen Louis Pierre Vieillot beschrieben.

## Beschreibung

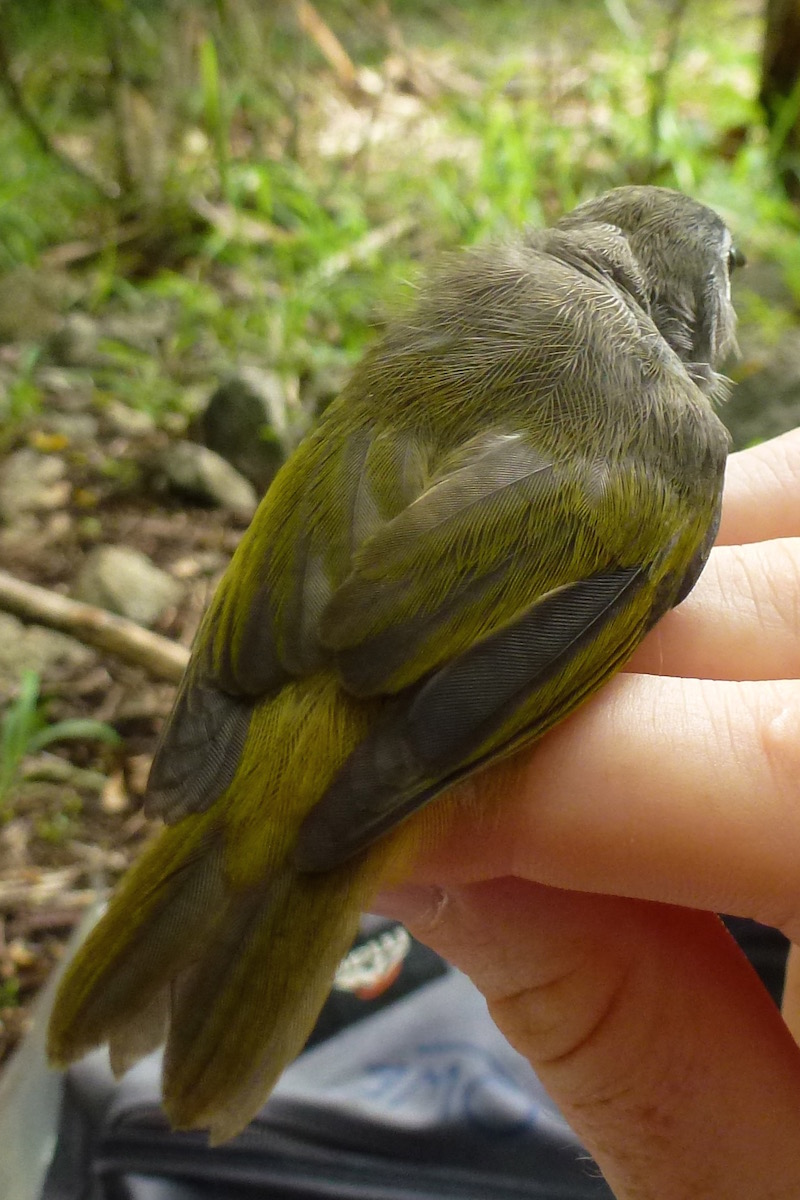
Olive-grüne Färbung am Rücken eines adulten Vogels

Der Mauritius-Olivbrillenvogel erreicht eine Länge von ca. 10 cm. Die Oberseite ist matt olivgrün, die Unterseite ist blasser gefärbt. Bauch und Bürzel haben eine gelbe Tönung. Um die Augen befindet sich ein auffälliger weißer Ring. Männchen und Weibchen sehen gleich aus.

## Lebensraum
Der Lebensraum das Mauritius-Olivbrillenvogels sind immergrüne Büsche und Wälder im Bereich des Black River Gorge Nationalparks und des Macchabée-Bel-Ombre-Biosphärenreservates.

## Lebensweise
Seine Nahrung besteht aus Nektar, Früchten und Insekten. Während der Brutsaison von September bis März werden zwei grünliche Eier in ein becherförmiges Nest gelegt, das gut im Blattwerk versteckt wird. Das Nest wird von beiden Elterntieren errichtet und mit Spinnenweben an dünnen Ästen befestigt. Beide Eltern beteiligen sich an der Jungenaufzucht. In der Regel werden ein bis zwei Jungvögel großgezogen, die nach 14 Tagen flügge werden.

## Gefährdung

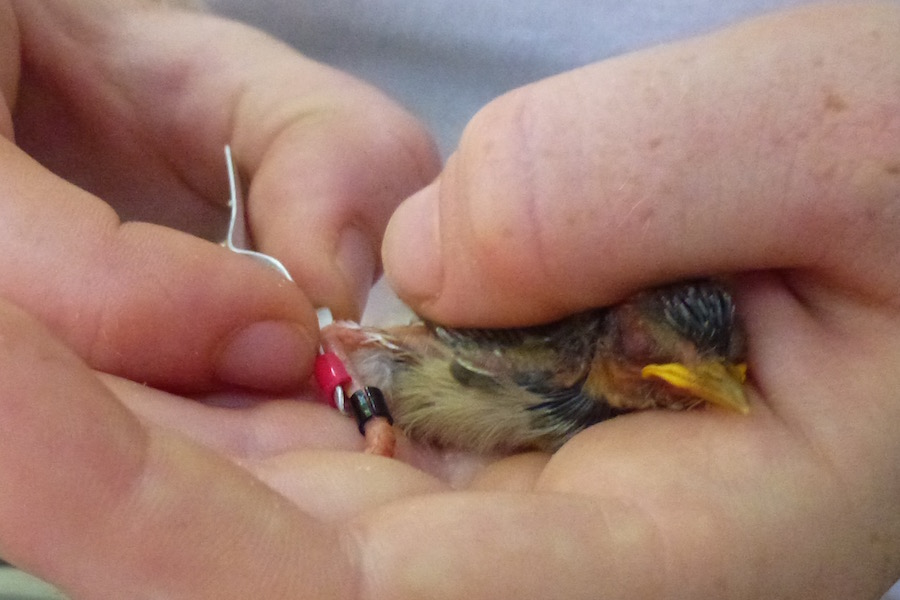
Nestling wird im Rahmen des Monitorings beringt

Der Mauritius-Olivbrillenvogel gehört zu den seltensten Vögeln auf Mauritius. Die schwer zu beobachtenden Vögel bewohnen ein Areal von 25 km². Die Hauptgefährdung sind eingeführte Affen und Ratten, die die Nester plündern. Der Bestand ging innerhalb von 25 Jahren von 700 Exemplaren im Jahre 1975 auf nur noch 120 Paare im Jahre 2002 zurück. Da er sich als Nahrungsspezialist vom Nektar und Früchten bestimmter einheimischer Blüten ernährt, ist ein weiterer dramatischer Rückgang auch auf die invasiven Pflanzen zurückzuführen, die seine Nahrungspflanzen verdrängt haben.
Im Jahr 2005 hat die Mauritius Wildlife Foundation ein Wiederansiedlungsprogramm zur Rettung der Art gestartet. Dazu wurden zwischen 2005 und 2011 in Combo, dem letzten bekannten Lebensraum der Art, Jungvögel aus den Nestern geholt und auf die beutegreiferfreie küstennahe Insel Ile aux Aigrettes gebracht. Sie wurden von Hand aufgezogen und als ausgewachsene Tiere ausgewildert. Die Vögel haben sich in der Zwischenzeit etabliert und brüten jedes Jahr erfolgreich. Im August 2012 wurden 31 adulte Vögel gezählt. Die Population wird ausgiebig beobachtet und das Verhalten wird aufgezeichnet um beispielsweise zu verstehen, auf welche Pflanzen die Vögel am meisten angewiesen sind oder wann sie brüten. Für alle gefundenen Nester findet ein Monitoring statt und die Jungvögel werden noch im Nest beringt. Zudem werden auch die Vögel in Combo regelmäßig gesucht und überwacht.